# 河野良祐 (俳優)
河野 良祐（こうの りょうすけ、1986年3月19日 - ）は、日本の俳優。大分県大分市出身。MSエンタテインメント(現在は分社化に伴い、MSエンタテインメントプロダクツ)所属。

## 来歴
- 大分県大分市生まれ。
- 大分東明高等学校に進学、最終学歴は福岡大学経済学部。
- 目指していた俳優になる為、当時住んでいた福岡県から上京。
- 2013年MSエンタテインメントへ所属し、26歳で俳優デビュー。
- 舞台『ソラリネ。♯06「僕たちの町は一ヶ月後ダムに沈む」』がデビュー作。
- 作品によって人数・規模を変えながら映像作品を制作するチーム『好き。』を2019年に結成。[注 1]『The TOKYO 48 Hour Film Project 2019』では5冠を達成。プロデューサーを兼任することもある。
- 2020年、舞台『Les Misérables〜惨めなる人々〜』にマリウス役で出演。

## 人物
- 身長178cm 体重65kg 靴26.5cm
- 特技は殺陣、バイク、ソフトボール[注 2]、野球、ロックダンス。
- 趣味はギター、スノーボード、書道3段。
- 所有資格は中型自動車8トン限定、大型自動二輪、2級ファイナンシャル・プランニング技能士。
- お笑いコンビ「令和喜多みな実」の河野良祐は同姓同名の別人。

## 主な出演

### 映画
- 東放学園映画専門学校 ゼミ制作作品『海ほたる』(2013年10月／監督:狩野修吾) - 主演 俊哉役
- 早稲田大学川口芸術学校 卒業制作作品『悪人は誰だ』(2014年2月／監督:饗庭廉人) - 主演 若林輝樹役
- 『さよならケーキとふしぎなランプ』(2014年4月26日公開／監督:金井純一) - さやかの彼氏役
- 『ひ・き・こ 降臨』(2014年11月29日公開／監督:吉川久岳) - 小林元樹役
- 『グール【喰怨】〜百年、君を想う〜』(2016年2月19日公開／監督:ギヨームトーブロン) - 漆原修斗役
- 『イースターナイトメア〜死のイースターバニー〜』(2016年3月19日公開／監督:平波亘) - 河西幹彦役
- 『HiGH&LOW THE MOVIE』(2016年7月16日公開／監督:久保茂昭) - DOUBT役
- 『埼霊〜心霊感染迷宮～』(2016年8月10日公開／監督:森澤透馬) - サトシ役
- 『HiGH&LOW THE MOVIE 2 / END OF SKY』(2017年8月19日公開／監督:久保茂昭・中茎強) - DOUBT役
- 『HiGH&LOW THE MOVIE 3 / FINAL MISSION』(2017年11月11日公開／監督:久保茂昭・中茎強) - DOUBT役
- 『Squeeze』(2017年12月16日公開／中丸航太) - 主演 レモン役
- 中国・日本合作『オータムリーフ』(2019年7月22日公開／監督:汪崎) - パチンコ店員役
- 『HiGH&LOW THE WORST』(2019年10月4日公開／監督:久保茂昭) - 牙斗螺役
- 『ツングースカ・バタフライーサキとマリの物語ー』(2019年12月14日公開／監督:野火明) - 部下役
- The TOKYO 48 Hour Film Project 2019『silent mind』by 好き。(2019年12月15日公開／監督:岩倉具輝) - 主演 岸島力役
- 『劇場版 曼邪羅≠盂蘭盆』(2019年12月21日公開／監督:松本了) - 庄司秀孝役
- 『現代怪奇百物語 弐之章』(2020年8月８日公開／監督:松本了) - 佐島亮平役
- The TOKYO 48 Hour Film Project 2020『招かれざる訪問者』by 好き。(2020年12月12日公開／監督:岩倉具輝) - 藤木通泰役  プロデューサー兼任
- SOCIA3『微妙』(監督:黒川裕一)
- 『いまダンスをするのは誰だ？』(2023年10月7日公開／監督:古新舜) - 新橋文武役

#### オリジナルビデオ
- Love Place 漫画実写化『どっちもどっち』(2014年10月25日発売／監督:上原英範) - 後輩社員役
- 『ヤンキー女子高生 全国制覇への道 埼玉編』(2015年5月1日発売／監督:宇智田尚幸) - 木下圭一役
- Love Place 漫画実写化『飴とキス』(2015年7月25日発売／監督:上原英範) - 同僚社員役
- 『デコトラ・ギャル杏』(2016年2月5日発売／監督:江尻大) - 北川陸役
- 『くノ一忍戦帖』(2016年4月27日発売／監督:遊山直奇) - 虎爪役
- 『くノ一忍戦帖2 赤い殺意』(2016年9月30日発売／監督:遊山直奇) - 虎爪役
- 『東京地下女子刑務所 CHAPTER4・エリア∞〈インフィニティ〉』(2016年11月2日発売／監督:越坂康史) - 竹島孝行役
- 『48hours』(2017年2月25日発売／監督:越坂康史) - 西河克次役
- 『REPLAY 戦慄の心霊映像再現ドキュメント』EP.2 鼾(2017年7月5日発売) - 木村役
- 『ガール・ハンティング DEATH ZONE2』(2017年10月6日発売／監督:遊山直奇) - キタノ剛士役
- 『ドクターZERO 精神分析医 財前零子』(2017年12月2日発売／監督:越坂康史) - ホスト役

### ドラマ

#### テレビドラマ
- 『失恋ショコラティエ』第4話・第5話 (2014年2月／演出:宮木正悟、松山博昭／フジテレビ) -  RICDO店員役・倉科バンドメンバー(ギタリスト)役
- 終戦特集ドラマ『東京が戦場になった日』(2014年3月15日／演出:伊勢田雅也／NHK総合) - 西北大学生役
- 『オトナ女子』(2015年10月〜12月／演出:田中亮、関野宗紀／フジテレビ) - 契約社員役 レギュラー
- 『ラヴソング』第1話(2016年4月11日／演出:西谷弘／フジテレビ) - 整備士役
- 『ゆるい』第7話「サイキック・イルフィン」(2016年8月19日／総合演出:久保直樹、演出:熊谷祐紀／TOKYO MX) - ウママスクの男役
- 『OUR STORIES〜120秒の物語〜』第14話「お盆」(2022年8月11日／演出:杉山嘉一／関西テレビ) - 田村勝彦役
- 『爆上戦隊ブンブンジャー』バクアゲ6 シロとクロ(2024年4月7日／監督:加藤弘之／テレビ朝日) - IT企業社長役

#### 配信ドラマ
- 『火花』第5話(2016年6月3日／総監督:廣木隆一、監督:沖田修一／Netflix) - 劇場スタッフ役
- 『トークサバイバー！ラスト・オブ・ラフ』(2024年9月3日／企画演出佐久間宣行／Netflix)第4話 - 兵士役
- 『家族に捨てられたら社長旦那に溺愛される』(2024年10月／TopShort)53〜55、85話 - 司会者役
- 『愛と罰』(2025年7年9日／監督:樋口皓大／Helo)22、23、32、34話 - 秘書役

### 舞台
- ソラリネ。♯06『僕たちの町は一ヶ月後ダムに沈む』TypeA(2013年3月13日〜3月17日／演出:奥村拓／上野ストアハウス) - 横山直人役
- Kitty Performance 『眠れぬ夜のラブストーリーズ』☆A,A (2014年12月11日〜12月14日／演出:bable & Kitty Performance／ウッディシアター中目黒) - 芸人良祐役
- 『Les Misérables〜惨めなる人々〜』(2020年8月25日〜8月30日／演出:高橋征男／両国シアターXカイ) - マリウス役
- 第七回園田英樹演劇祭 ミュージカル『バックホーム』(2020年12月2日〜12月12日／総合演出:園田英樹 演出:山崎洋介／Theater新宿スターフィールド) - 中川監督役

### バラエティ番組
- 『アメトーーク』福岡芸人会(2014年2月13日／テレビ朝日) - 標準語男役
- 『有吉ゼミ』ヒロミ、芸能人の家をイジる＆結婚できない男前芸能人が大集合SP(2015年11月30日／日本テレビ) - インパルス板倉俊之役
- 金曜プレミアム『イケてる男と聞きたい女〜聖なる夜に女の疑問解消SP〜』(2015年12月25日／フジテレビ) - 本多遼役
- 『幸せ追求バラエティ 金曜日の聞きたい女たち』(2016年4月22日〜8月26日／フジテレビ) - 再現VTRレギュラー
- 『トリハダ（秘）スクープ映像100科ジテン〜日本の衝撃事件4時間スペシャル〜』日本赤軍 (2016年8月28日／テレビ朝日) - 坂東國男役
- 水曜エンタ『証言者が激白！あの事件の知らなかったコトSP』御岳山噴火 (2016年10月26日／TV TOKYO) - 登山客役
- 『真相！昭和の事件史』〜あさま山荘事件までの壮絶８００日〜(2017年8月27日／テレビ朝日) - 坂東國男役
- 人生逆転リアリティーショウ『リアルカイジGP』#11(2018年6月24日／AbemaTV) - 黒服役
- 『ザ!世界仰天ニュース』まさかの食の危険２時間スペシャル"夫を愛する妻の大失敗"(2019年7月9日／日本テレビ) - 夫役
- 『出没!アド街ック天国』〜浦安〜(2019年8月17日／テレビ東京) - 彼氏役
- 24時間テレビ42 愛は地球を救う 人と人〜ともに新たな時代へ〜『二宮和也のあの人に会いたくない』(2019年8月24日／日本テレビ) - チョコレートプラネット長田庄平役
- 『中居正広の金曜日のスマイルたちへ』中居正広のキンスマスペシャル〜親友・中居も知らなかった出川哲朗の人生〜(2019年10月4日／TBS) - 入江雅人役
- 『THE突破ファイル』命を懸けた大救出&悪い奴ら全員逮捕だSP(2020年3月5日／日本テレビ) 突破交番 - 主犯客引き役
- 『中居正広の金曜日のスマイルたちへ』中居正広のキンスマスペシャル〜２世タレントが一茂&良純にお悩み相談！〜(2020年7月24日／TBS) DCブランド長T事件 - リーダー兄役
- 『THE突破ファイル』突破交番&ミステリーSP(2021年1月28日／日本テレビ) 突破交番 - 犯人役
- 『口を揃えた怖い話』(2022年3月22日／TBS) 丑の刻参り - 彼氏役

### MV
- サンボマスター『可能性』- 鳶のあんちゃん役
- HondaGO×TENDRE feat. YeYe『ANYWAY』 - 彼氏役
- ヴァージュ『私ノ悪イ癖』 - 彼氏役
- SHE IS SUMMER『海岸２号線』 - 彼氏役

### PV
- N.S.PRO Regio Formula B『飛ばし屋に変身!!』 - ゴルフ仲間役
- S&I PR動画『Beyond the way we walk.』 - 主演 S君役
- ユビテック『会議室管理サービス ROOM CONCIER』- 社員役
- 街コンジャパン『趣味プラス』PR動画 - 主演
- 「＃７１１９編」消防広報プロモーションビデオ - 作業員役
- メイツ船橋行田公園プロモーションビデオ - 父役

### CM

#### TVCM
- 無人コンビニ600『席チカコンビニ篇』30秒CM - 社員役
- マナーウェア『巻き戻し篇』- 店員役
- シンコール『壁紙はシンコール』
- 永和住宅 『2020年夏の肌着』 - 主演
- 新型コロナウイルス感染症対策『その先に大切な家族がいるから』(東京動画) - 主演 父親役
- studist マニュアル作成ならTeachme Biz『文字だらけ篇』 - 主演
- studist マニュアル作成ならTeachme Biz『更新されない篇』 - 主演
- カカクコム 求人ボックス「夢の中へ」篇 - 清掃員役
- DID 大同工業「DIDのお仕事」編 - バイカー役
- JAバンク静岡「農業と地域によりそう篇」 - JAバンク職員役
- ペヤング 第44弾「三つ星レストラン」篇 - ウエイター役
- 日本ベルックス - 父親役

#### WEBCM
- 『FUJIFILM X-T10 2015』 - 暴走族メンバー役
- 日本蒸留酒酒造組合『焼酎甲類のうた あなたは何派？梅酒篇』 (ハイボール派)
- 『Kyash(キャッシュ)』
- ベルタ『次の準備も2人で...編』- 主演 新郎役
- PIM『人生はリズムだ編』
- ジャパンクリエイト『パートナー編』 - 主演 中村役
- STATION WORK 『駅ナカシェアオフィス』JR東日本トレインチャンネル - 主演
- アン・コンサルティング『「エンジニア不足」はアンコンで解決！【社長編】』 - PM役
- アン・コンサルティング『「エンジニア不足」はアンコンで解決！【PM編】』 - 主演 PM役
- NICT CYDER 『突然のサイバー攻撃。救世主はあなたです！』- 主演 サイバー担当役
- スリーエム ジャパン「フルハーネスは３M。世界の現場で、鍛え抜かれた安全性能」 - 主演 職人役
- K.FUTOL「ケフトルEXスカルプシャンプー 30秒CM」 - 主演 社員役
- 旭化成ホームプロダクツ×WEリーグ「岩清水梓、というプロ。」篇 - 夫役
- back check サービス紹介動画 - 面接官役
- 「Sony Startup Acceleration Program」 - 同僚役
- 修善寺温泉 瑞の里 ○久旅館 - 彼氏役
- レンタル衣装サービス「CANAL」モデル
- 警視庁公式チャンネル「甘い誘いはぼったくり②」 - 健司役
- アシロ「BEET」 - 主演
- 応用地質 企業動画「見えない世界を、見過ごさない。」 - 主演

### その他
- 特別番組『かみばな〜日本には八百万の神様がいるかもしれない〜』(2013年4月30日／BS11) - オロチ役
- Love Place『妄想男子』(2013年8月) - やさぐれ系男子
- 警察協会薬物乱用防止講習会用DVD『薬物はすべてを壊す〜規制薬物と危険ドラッグ〜』《第2部 危険ドラッグ》(2016年3月11日／監修:警察庁) - 前田祐樹役
- かどや製油【アニマルBAR】第8話「彼女との手のつなぎ方、セイウチが教えます！」(2016年6月10日／YouTube) - 相談客役
- インターネット放送局『占いTV』ピタットTV(2017年11月4日放送) - ゲスト出演
- 企業ドラマ『SOMEONE STORY』(監督:杉山嘉一) - 主演 小島繁一役
- 警視庁 組織犯罪対策映像 - 組員役
- アイセルネットワークス 医療パンフレット
- 侍エンジニア塾 - 生徒役
- 水戸プラザホテル - ゲスト役
- 芸術文化活動支援事業「アートにエールを！東京プロジェクト」 チーム好き。『いま君になんて会いたくない』(2020年8月21日公開／監督:岩倉具輝) - 主演 木田役
- テクニカAV『2-16 経路の設計』二輪編 - 主演 川本浩介役
- TKクリエイト G.G.N. ソロキャンプ版 - 主演
- theGreen Webトップ映像
- チキンゴルフ スチール
- タカラトミーアーツ シャボン玉トイ スチール - 父役
- 酒井医療「総合カタログ2022」
- 丸紅アークログ「戸建て住宅販売編」 - 設計士役
- 国際協力銀行 ブランデットムービー
- 日本ピザハット採用動画
- マイプレシャス カタログモデル
- テクニカAV「追い越し」「行き違い」 - 川本浩介役
- 曽我 貸衣裳「グランジュール」七五三 カタログモデル - 父役

## 受賞歴
2019年度
- The TOKYO 48 Hour Film Project 2019 最優秀主演男優賞(『silent mind』)